# Янус (Кипър)
Янус (на френски: Janus de Chypre, Janus de Lusignan; * 1375, Генуа; † 29 юни 1432, Никозия) от фамилията Лузинян, е крал на Кипър от 1398 до 1432 г. и титулуван крал на Йерусалим и Армения.

## Произход
Той е най-възрастният син на кипърския крал Якоб (Жак) I (1334 – 1398) и съпругата му Хелвис от Брауншвайг-Грубенхаген ((1353 – 1421), дъщеря на Филип фон Брауншвайг-Грубенхаген (1332 – 1370/380), констабъл на Йерусалим (син на княз Хайнрих II фон Брауншвайг-Грубенхаген).

## Управление
Янус наследява баща си на трона в Кипър. След битката при Хирокития (7 юли 1426) против мамелюците Янус е пленен от тях и заведен в Кайро, където публично приветства султана. След десет месеца плен той е откупен. През това време островът е управляван от брат му Хуго дьо Лузинян, архиепископ на Никозия.
През 1400 г. Янус се жени за Англезия Висконти (* 1377, † 12 октомври 1439), дъщеря на Бернабо Висконти, владетел на Милано. Те се разделят през 1407 г. Бракът е бездетен.
На 25 август 1411 г. в Никозия Янус се жени втори път за Шарлота дьо Бурбон (* 1388, † 15 януари 1422), дъщеря на Жан I Бурбон-Ла Марш (1344 – 1393), граф на Ла Марш, и на Катерина дьо Вандом (1350 – 1412).
След смъртта си Янус е последван от сина си Йоан (Жан).

## Деца
Янус и Шарлота дьо Бурбон имат децата:
- Йоан (Жан) II Кипърски († 1458), крал на Кипър, титулуван крал на Йерусалим и Армения, жени се 1. за Амадеа от Монферат, 2. за Елена Палеологина
- Якоб (или Жак) († ок. 1426)
- Анна (1419 – 1462), омъжена на 1 ноември 1433 г. за херцог Лудвиг от Савоя (1413 – 1465)
- Мария († сл. 29 април 1437), сгодена за Филип дьо Бурбон, госдподар на Божьо

Крал Янус има и няколко извънбрачни деца:
- Алоис (1408 – след 1421)
- Ги дьо Лузинян († сл. 1433), легитимиран през 1428 г. от папа Мартин V
- Катерина, омъжена 1427 г. за Гарсеан Суарес де лос Жернадила, конетабъл и адмирал на Кипър